# Caio Pagano
Caio Pagano (São Paulo, 14 de maio de 1940) é um pianista e professor brasileiro.
Fez o estudo básico no Colégio Dante Alighieri, depois cursou a escola de Direito da USP, formando-se em 1965. Posteriormente doutourou-se em Música pela Universidade Católica da América, em Washington D.C.
Teve vários mestres famosos, como Magda Tagliaferro e Camargo Guarnieri.

## Vida
Estuda com Lina Pires de Campos na escola Magda Tagliaferro, entre 1948 e 1958. 
Em 1954 inicia sua carreira como recitalista e logo em 1956 torna-se solista frente à Orquestra Sinfônica Brasileira sob a regência de Eleazar de Carvalho. 
Completa seus estudos aprimorando-se com, entre outros, Magda Tagliaferro (Paris e Salzburg, 1958), Moises Makaroff (Buenos Aires, 1961),Sequeira Costa (Lisboa, 1964), Helena Costa (Porto 1965) Karl Engel(Hannover, 1966-1968) e Conrad Hansen (Hamburgo, 1968-1970). 
Essas incursões no exterior permitem-lhe ampliar sua área de atuação. Desde então, atua intensamente na Europa, nas Américas, e,mais recentemente, na Ásia, em países como Portugal, Suíça, Holanda,Venezuela, Uruguai, Guatemala, Estados Unidos, Singapura, China e Japão. 
Como concertista, sola junto a orquestras como as Sinfônicas Brasileira, do Estado de São Paulo, de Baltimore, National de Washington, Orquestra Filarmônica da Radio France, de Phoenix, as Nacionais da Guatemala, de Portugal e da República Tcheca, além das de Câmara de Zurique e da Holanda, sob a regência, entre muitos, de maestros como Morton Gould, John Neschling, Isaac Karabtchevsky, Sergiu Comissiona,Clotilde Otranto, Jorge Sarmientos, Camargo Guarnieri, Paul Freeman,Ivo Cruz, Howard Griffiths e Szymon Goldberg. 

Entre os locais nos quais se apresenta, destacam-se o Alice Tully Hall, o Kennedy Center (Washington), O Wigmore Hall, o Teatro Cultura Artística, a Sala Cecília Meireles, e o Concertgebouw. 
Produz-se ao lado de músicos internacionalmente reconhecidos como Maria João Pires, Emmanuele Baldini, Gérard Caussé, Pierre Fournier, Janos Starker, Thomas Friedli, Albor Rosenfeld, e grupos como o Quarteto de St. Petersburg e o Trio Jacques Thibaud.

## Acadêmico
Na área acadêmica, começa a lecionar em 1963, nos Seminários Musicais da Pró-Arte (SP). Entre 1970 e 1984, torna-se Professor do Departamento de Música da ECA-USP, onde cria a Bienal Internacional de Música (1974-1978). Em 1981, muda-se para os Estados Unidos para realizar seu doutorado em Música pela Universidade Católica da América, grau que obtém em 1984, mesmo ano no qual torna-se Professor Visitante da Universidade Cristã do Texas (1984-1990) e, posteriormente, da Lübeck Hochschule (1990).

Em 1986 inicia sua atuação como Professor da Universidade do Estado do Arizona, cargo que ocupa até os dias atuais, recebendo o título de Professor Regente em 1999 e ali criando o Brazilian Arts Festival em 2000. É ainda Diretor Artístico do Centro para Estudos das Artes em Belgais (2001-2002), Coordenador de Estudos de Piano no Instituto Politécnico de Castelo Branco (2002-2010), e colaborador para projetos especiais do Ministério da Cultura (2003-2007), todos em Portugal. Ministra igualmente master-classes e cursos de férias, participando de várias edições do Festival de Campos de Jordão 1984-1990) e das Universidades de Illinois, Iowa, etc. Integra o júride competições internacionais em Portugal, Suíça, Singapura, Brasil ( Concurso Villa Lobos e Concurso BNDES) , EUA, Panamá, entre eles oConcurso Internacional de Piano Panamá (2012-2014), e a Competição de Piano Steinway na Asia e nos Estados Unidos (2010-2012-2014). Também é membro de Comitês de Doutorado em Portugal, USA , Espanha e Suiça. Dentre os prêmios que recebeu, destaca-se o Prémio Eldorado de Música, sendo vencedor da segunda edição desse Concurso, que tinha sido vencida por João Carlos Martins no ano anterior. Participa de Festivais como o Miami New World Festival, Washington Interamerican Festival, Montpellier, Tournon, Americano de Grenoble, etc. Sua discografia conta com cerca de vinte e cinco títulos lançados por selos como Summit, Soundset, Deutsche Grammophon e Glissando. Desde 1990, é um artista Steinway, além de ter sido condecorado com o título de Comendador da Ordem do Ipiranga pelo Governo do Estado de São Paulo (1981).